# Callisthenia variegata
Callisthenia variegata är en fjärilsart som beskrevs av Walker 1864. Callisthenia variegata ingår i släktet Callisthenia och familjen björnspinnare. Inga underarter finns listade i Catalogue of Life.